# Rena (Badajoz)
Rena ist ein Ort und eine Gemeinde (municipio) mit 613 Einwohnern (Stand: 2024) in der spanischen Provinz Badajoz in der Autonomen Gemeinschaft Extremadura. 

## Lage
Rena liegt etwa 115 Kilometer ostnordöstlich von Badajoz und etwa 58 Kilometer ostnordöstlich von Mérida in einer Höhe von 255 m. 

## Demografie
| Einwohnerzahl (1900–2021)                 | Einwohnerzahl (1900–2021) | Einwohnerzahl (1900–2021) | Einwohnerzahl (1900–2021) | Einwohnerzahl (1900–2021) | Einwohnerzahl (1900–2021) | Einwohnerzahl (1900–2021) | Einwohnerzahl (1900–2021) | Einwohnerzahl (1900–2021) | Einwohnerzahl (1900–2021) | Einwohnerzahl (1900–2021) | Einwohnerzahl (1900–2021) | Einwohnerzahl (1900–2021) | Einwohnerzahl (1900–2021) | Einwohnerzahl (1900–2021) | Einwohnerzahl (1900–2021) | Einwohnerzahl (1900–2021) |
| ----------------------------------------- | ------------------------- | ------------------------- | ------------------------- | ------------------------- | ------------------------- | ------------------------- | ------------------------- | ------------------------- | ------------------------- | ------------------------- | ------------------------- | ------------------------- | ------------------------- | ------------------------- | ------------------------- | ------------------------- |
| 1900                                      | 1910                      | 1920                      | 1930                      | 1940                      | 1950                      | 1960                      | 1970                      | 1981                      | 1991                      | 2001                      | 2011                      | 2021                      |                           |                           |                           |                           |
| 201                                       | 252                       | 335                       | 343                       | 363                       | 462                       | 693                       | 618                       | 660                       | 676                       | 652                       | 660                       | 609                       |                           |                           |                           |                           |
| Quelle: Instituto Nacional de Estadística |                           |                           |                           |                           |                           |                           |                           |                           |                           |                           |                           |                           |                           |                           |                           |                           |

## Sehenswürdigkeiten
- Kirche Mariä Engeln (Iglesia de Nuestra Señora de los Ángeles)

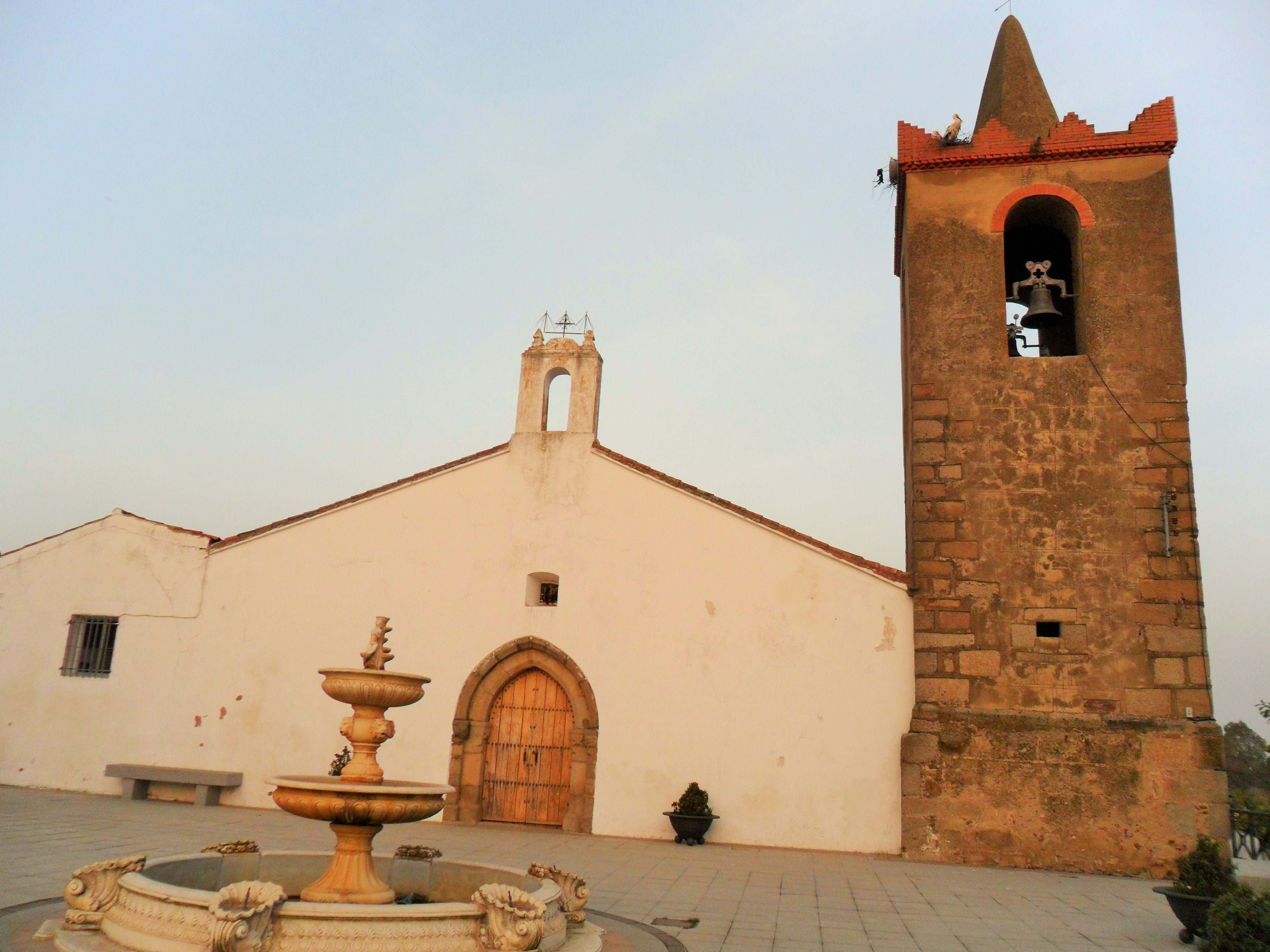
Kirche Mariä Engeln
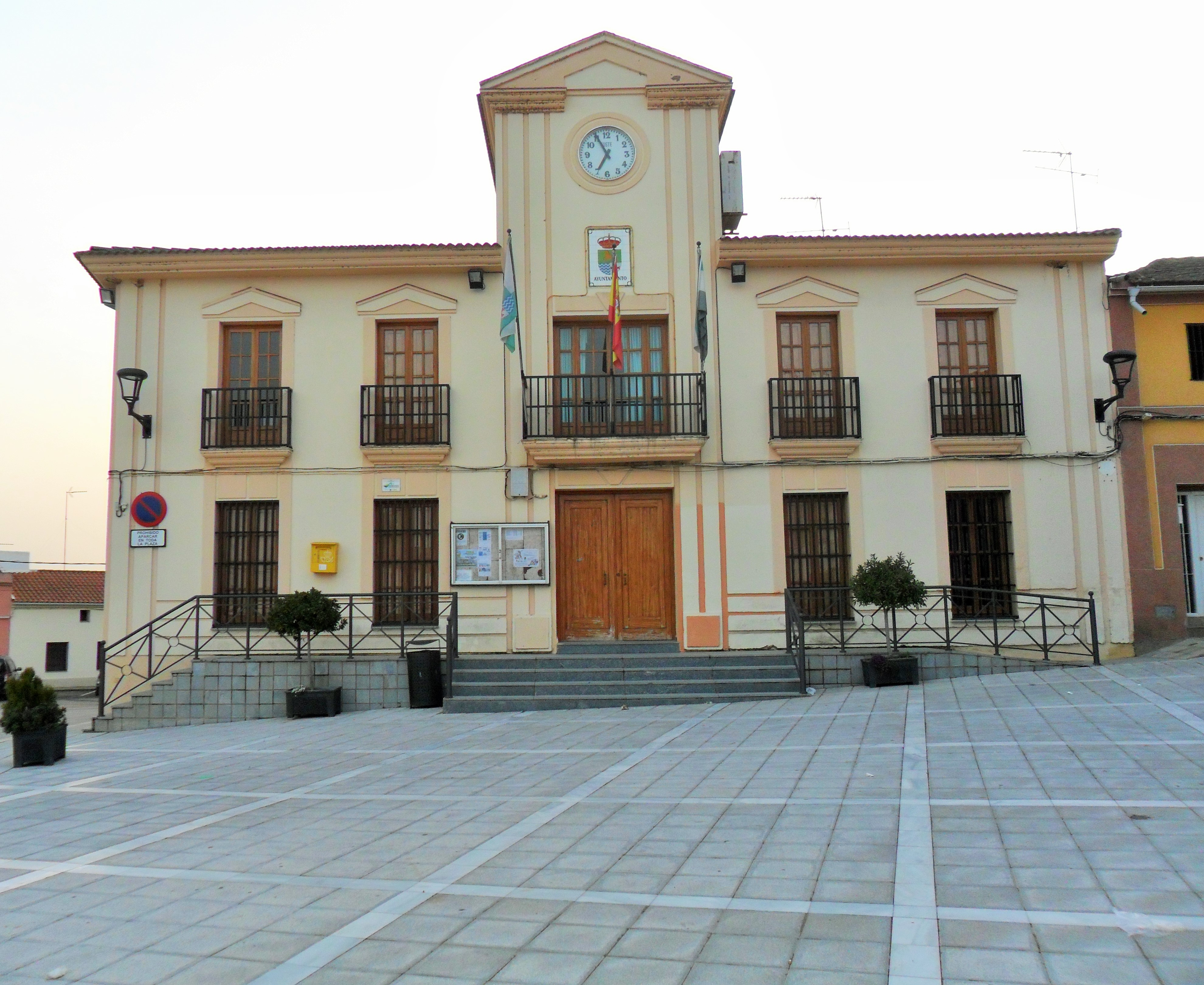
Rathaus